# سيلا بلاك
سيلا بلاك (بالإنجليزية: Cilla Black)‏ مواليد 27 مايو 1943 في ليفربول، إنجلترا - 2 أغسطس 2015 أسطبونة، إسبانيا)، كانت مغنية وممثلة ومقدمة إنجليزية بدأت مسيرتها الفنية عام 1963. كانت من المعجبين بفِرقة البيتلز، وبلغت لإحدى عشر مرة المراكز العشر الأولى في مخطط المملكة المتحدة للأغاني.
في بحث جديد نشرته راديو بي بي سي 2 في مايو 2010 أن ألبوم «أي شخص لديه قلب» كان أكثر النُسخ مبيعاً للفنانات في المملكة المتحدة في سيتينات القرن العشرون. وحققت أغنيَتُها «أنت عالمي» نجاحاً في الولايات المتحدة وحققت المركز رقم. 26 على بيلبورد هوت 100. وحصلت بلاك كمُقدمة للبرامج التلفزيونية، على جائزة الأكاديمية البريطانية لفنون السينما والتلفزيون بافتا نظير مساهمتها في البرامج الترفيهية على مدى 50 عاماً.

## وصلات خارجية
- الموقع الإلكتروني